# Братанівка
Братані́вка — село у Сокирянській міській громаді Дністровського району Чернівецької області України.

## Географії
Розташоване на правому березі Дністра, за 45 км від центру громади м. Сокиряни, між Поливаним та Шиїнським Ярами.

## Історія
Засноване в 1927 році після повені річок.
З 24 серпня 1991 року село входить до складу незалежної України.
17 липня 2020 року, в результаті адміністративно-територіальної реформи та ліквідації Сокирянського району, село увійшло до складу Дністровського району.

## Природоохоронна територія
«Молодівський яр» — ландшафтний заказник місцевого значення.